# Biomin
 (mai 2016).
Si vous disposez d'ouvrages ou d'articles de référence ou si vous connaissez des sites web de qualité traitant du thème abordé ici, merci de compléter l'article en donnant les références utiles à sa vérifiabilité et en les liant à la section « Notes et références ».
 (juin 2016).
Biomin est une compagnie d'origine autrichienne spécialisée dans l'alimentation des bétails.
La compagnie a inauguré son nouveau siège social en à Inzersdorf-Getzersdorf en Autriche en novembre 2013.